# 타발루가
타발루가(Tabaluga)는 독일의 만화·애니메이션 《꼬마용 타발루가》에 등장하는 캐릭터이다. 애니메이션에서 목소리를 연기한 성우는 독일판은 제이미 옥슨보울드, 한국판은 박영남이다.

## 소개
본작의 주인공으로, 그린랜드에 살고 있는 꼬마 용이다.